# Folyamatköltség-számítás
A folyamatköltség-számítás (német nyelven Prozesskostenrechnung), az angolszász szakirodalomban használt nevén tevékenység alapú költségszámítás (angolul Activity Based Costing) a már meglévő vállalati költségszámítási rendszert kiegészítő módszertan, amely lehetővé teszi a költséghelyeken átívelő folyamatok leképzését, tervezését irányítását és elszámolását.
Alkalmazásával lehetővé válik költséghelyeken képződött költségek folyamatokhoz való hozzárendelését, illetve lehetővé válik a folyamatok költségeinek átterhelése más költségviselőre. Ezáltal pontosabb fedezetszámítási eredményeket kaphatunk.

## A költségszámításról
- A költségszámítás egy tág, erősen általánosító elnevezés, mely a szűken vett költségszámításon kívül magába foglalja az alábbi rendszereket is:
  - Költségszámítás
  - Teljesítményszámítás
  - Bevételszámítás
  - Eredményszámítás
- Segítségével lehetővé válik különböző objektumokra vonatkozó terv- és tényértékekkel, eltérésekkel és előrejelzésekkel kapcsolatos kérdések megválaszolása.[3]
- Integrált megközelítéssel lehetővé válik a folyamatok elemzése, a folyamatköltség-számítás is.

## Felhasználási területek

### Folyamatoptimalizálás
- A vállalati folyamatok elemzése, javítása.
- Optimalizálási lehetőségek feltárása.

### Költségek és emberi erőforrások tervezése
- Outputorientáltság: mennyiségi tervekből levezetett erőforrás-tervezés.
- Költséghelyenként elérni kívánt létszám, illetve költség becslése.
- Termelékenység kiszámítása.
- Szimulációk: a stratégiai döntések hatása a kapacitásszükségletre.

### Vállalaton belüli teljesítmény-elszámolás
- Folyamatköltség-kulcsok mint a felelősségi és elszámolási egységek közötti fix elszámolási árak.
- A szolgáltatást nyújtó egység piacorientáltsága.
- A fogadó egység költségtudatossága.

### Termékköltség-számítás
- A termékek folyamat alapú kalkulációja.
- Célköltségszámítás.

## Folyamatköltségek kiszámítása
- A folyamatmodell felépítésének elemzése: szükséges megkülönböztetni folyamatot, részfolyamatot és tevékenységet.
- A folyamatok költségeinek elemzése: mind az anyagi, mind a tárgyi, mind az emberi erőforrás költségeinek számítására szükségünk van egy tevékenység költségeinek meghatározásakor.[1] A kapacitások és időszükséglet meghatározása kétféleképp történhet:
  - Alulról indulva: az egyes munkavégzések időtartamából indulunk ki, majd egyre magasabb folyamat-hierarchia szintre lépünk.[4]
  - Felülről indulva: a teljes munkaerő kapacitást osztjuk fel az egyes részfolyamatokra.[5]

## Folyamatköltség-számítás továbbfejlesztése
- Vállalaton belüli referencia folyamatok: a folyamatok újragondolásával érdemes egy kiemelkedő fontosságú alapfolyamatot létrehozni, elemezni, mely alapja lehet minden más, hasonló folyamat elemzéséhez, folyamatköltség-számításához, ezzel egyszerűbbé téve a benchmarkingot. Például, ha egy bank egy szolgáltatásához kialakítanak egy központi referenciafolyamatot, akkor a bankfiókok hasonló folyamatainak költségeit könnyebb viszonyítani, elemezni.
- Folyamatváltozatok kezelése: a folyamatok és a folyamatköltségek elemzésénél a főfolyamatot befolyásoló részfolyamatok a múltban jelentős problémát jelentettek. A részfolyamatok ismérvei ugyanis jelentősen befolyásolják a főfolyamatok minőségi jellemzőit, így egy fő folyamat költségeinek kiszámításakor, jelentős figyelmet kellett fordítani a részfolyamatok rögzítésére is. A folyamatváltozatoknál cél azon változók és befolyásoló tényezők rögzítése, mely független a részfolyamatoktól, így a főfolyamat költségeinek meghatározása könnyebbé válik.
- Idővezérelt folyamatköltség-számítás (ABC): a folyamatváltozatok egységes folyamatmodellen belüli kezelésének ötletét kombinálja a folyamatköltség-számítás és az ERP-rendszerek folyamatos összekapcsolásával.[6] Az ABC rendszere a folyamatokhoz ezek elérni kívánt végrehajtási ideje és a részfolyamattal érintett költséghelyek nettó kapacitása alapján rendeli hozzá az igényelt kapacitásokat és költséghelyeket.[1]

## Folyamatköltség-számítás mint irányítási eszköz
- A folyamatköltség-számítás bevezetésével láthatóvá válnak az egyes folyamatok és így az egész vállalat gazdaságtalan tevékenységei, gyenge pontjai. Így potenciális megtakarítási lehetőségek ismerhetőek fel.
- A folyamatköltség-számítás bevezethető az éves tervezésbe. Ezáltal következetesen tervezhetik és irányíthatják az egyes folyamatokhoz tartozó változó és általános költségeket. Ezáltal hatékonyabbá válhat a tervezés, az árazás stb.
- Ha ismertek a különböző költségokozó tényezők, akkor – a fejlesztési területtel együttműködve-, már a termékfejlesztés korai szakaszában hosszú távú költségcsökkentési intézkedések hozhatók.[7][8] (Bővebben lásd: Szervezetalakítás)

## További szakirodalom
- Dolgos Olga, Wimmer Ágnes. „A tevékenység alapú költséggazdálkodás a logisztikában és az iparban”. Ipar-gazdaság 1995 (5-6).
- Dudick, Thomas. Handbook of product cost estimating and pricing (angol nyelven) (1991)
- Kagermann, Henning. Realisierung prozessorientierter Kostenrechnungssysteme mit SAP/RK (in: Prozesskostenmanagement). München: IFUA Horváth & Partner Stuttgart (1991)
- Dr. Koltai Tamás. „A tevékenység alapú termékkalkuláció elvi alapjai és gyakorlati bevezetése”. Számvitel és Könyvvizsgálat 1994 (10).
- Kaplan, R. S. - Cooper, R.. Költség és hatás - Integrált költségszámítási rendszerek: az eredményes vállalati működés alapjai. Budapest: Panem (2001)
- Reichling, Peter - Köberle, Gisela. Gemeinkosten-Kontrolling mit der Prozesskostenrechnung (in: Controlling: Grundlagen - Informationssysteme - Anwendung) (1992)
- Wimmer Ágnes. Tevékenység alapú költésgszámítás (in: Chikán Attila - Wimmer Ágnes (szerk.): Üzleti fogalomtár). Budapest: Alinea Kiadó (2003)